# Nisimos-Hochebene

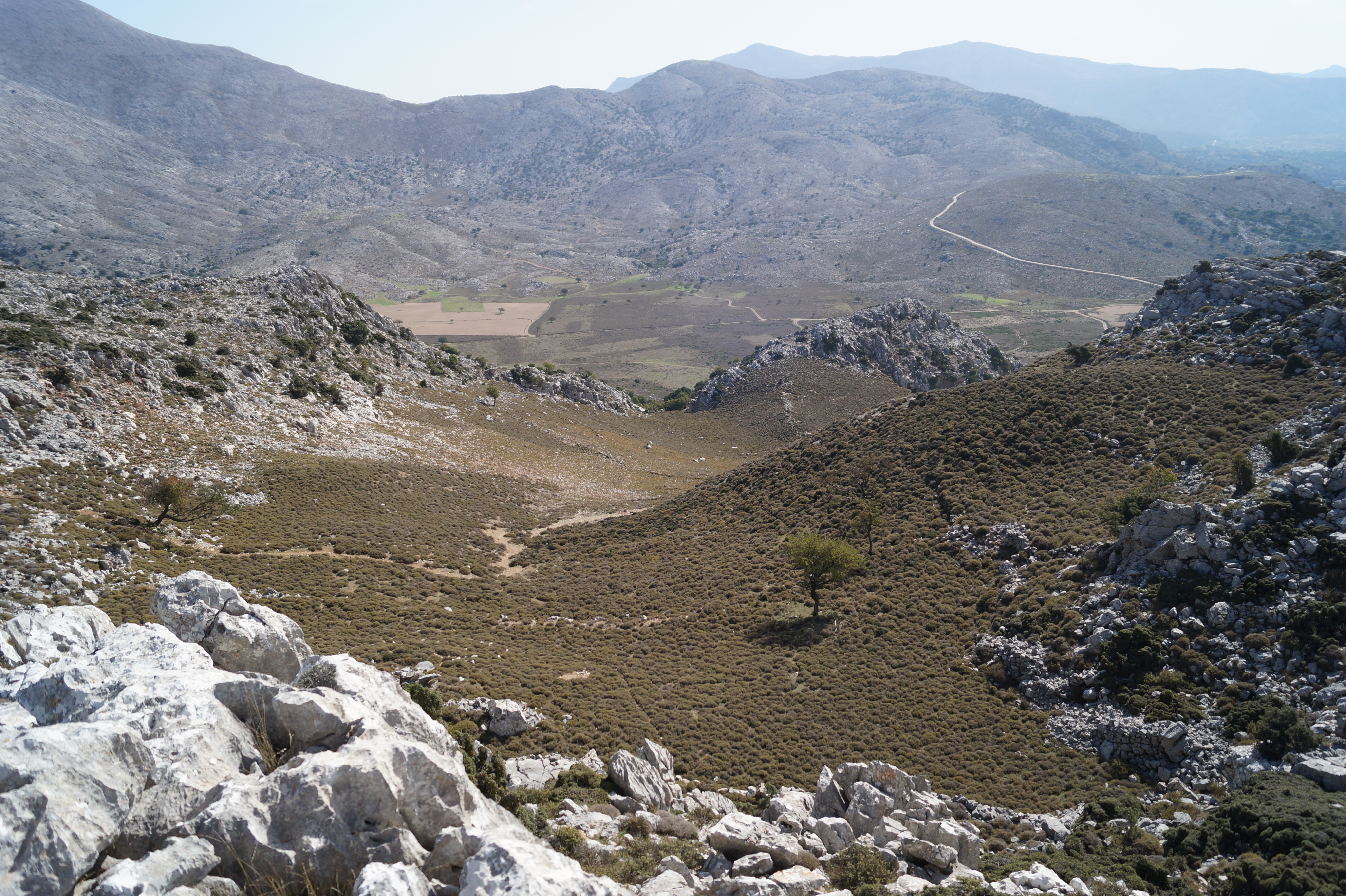
Blick vom Mikri Koprana auf die Nisimos-Hochebene

Die Nisimos- oder Nissimos-Hochebene (griechisch Οροπέδιο Νήσιμου Oropedio Nisimou) ist eine etwa 0,6 km² große Hochebene auf der Insel Kreta. Sie liegt etwa 1,5 km nordwestlich des Ortes Tzermiado und kann über eine 2 km lange Passstraße von dort erreicht werden. Sie liegt auf einer Höhe von etwa 930 m, also ungefähr 100 m oberhalb der Lasithi-Hochebene.
Das unbewohnte Plateau ist im Westen, Norden und Osten vom Selena-Gebirge umgeben. Im Nordosten befindet sich der 1559 m hohe Selena-Gipfel. Im Westen befinden sich die Berge Megali Koprana, Mikri Koprana und Karfi. Im Südosten oberhalb von Tzermiado liegt der 1017 m hohe Stavros mit der Kirche Timaios Stavros. An der Nord- und Westgrenze des Plateaus verläuft die Grenze zwischen den Regionalbezirken Lasithi und Iraklio, während die Nisimos-Hochebene noch zum Regionalbezirk Lasithi gehört.

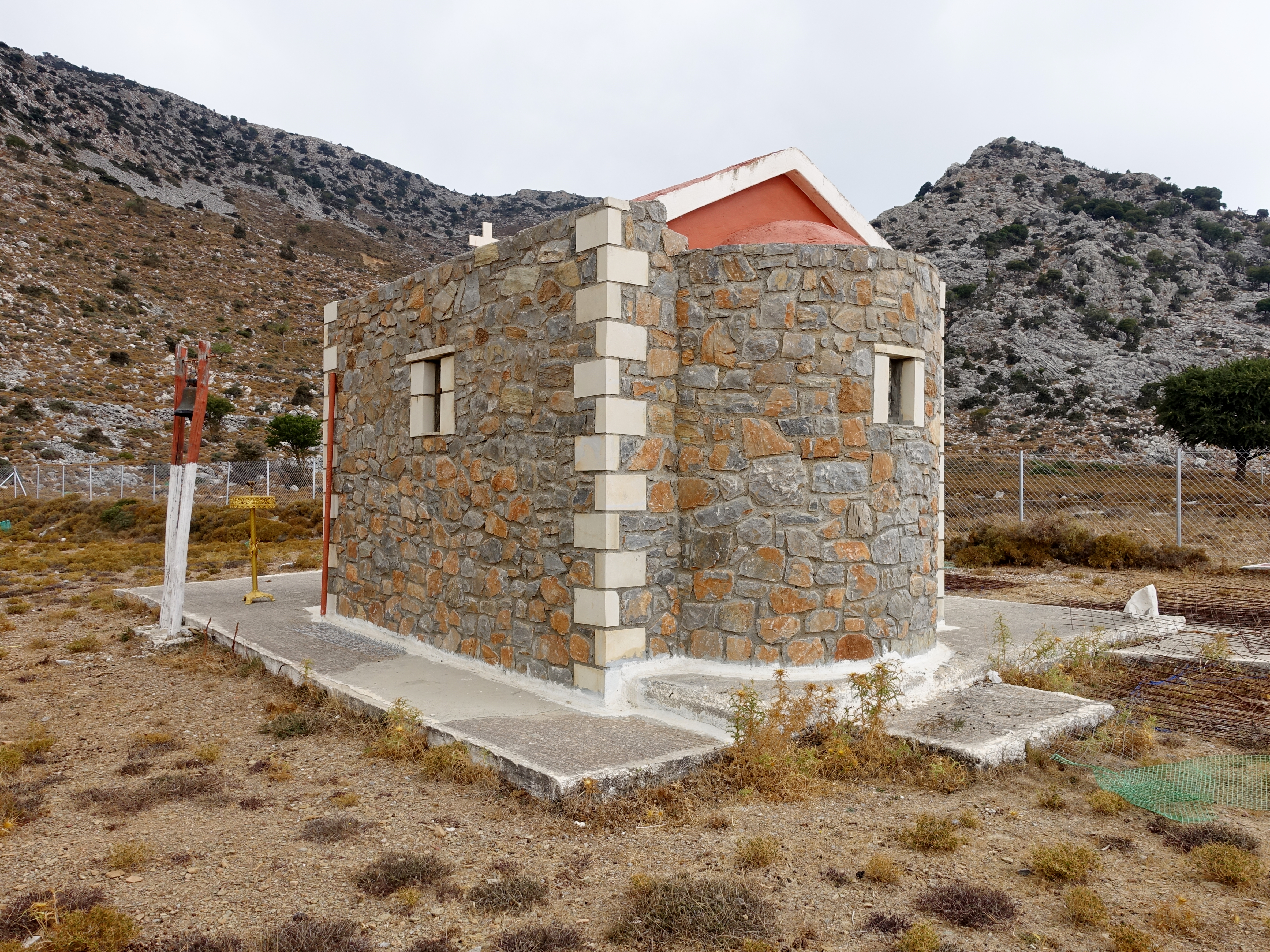
Kapelle der Heiligen Ariadne

Im Westen der Ebene steht die einzige Kapelle Griechenlands, die der Heiligen Ariadne geweiht ist.

## Benennung
Die Nisimos-Hochebene wird gelegentlich auch Onisimos-Hochebene (griechisch Οροπέδιο Ονήσιμος) genannt. Dieser Name kann mit nützlicher Hochebene oder ertragreicher Hochebene übersetzt werden. Es könnte jedoch auch sein, dass es hier eine Kapelle für den Heiligen Onesimus (griechisch Ονήσιμος) gab und das Plateau nach diesem benannt wurde.